# Starîkî, Rokîtne
Starîkî (în ucraineană Старики) este un sat în comuna Rokîtne din regiunea Rivne, Ucraina.

## Demografie
Componența lingvistică a localității Starîkî
     Ucraineană (100%)
Conform recensământului din 2001, toată populația localității Starîkî era vorbitoare de ucraineană (100%).